# Königsmühlenratte
Die Königsmühlenratte (Mylomys rex) ist eine kaum erforschte Nagetierart aus der Gattung der Afrikanischen Furchenzahnratten (Mylomys). Dieses in Äthiopien endemische Taxon ist nur von einem einzigen Exemplar bekannt.

## Merkmale
Das Typusexemplar, ein adultes Männchen, bei dem der Schädel fehlt, hat folgende Größenangaben: Die Kopf-Rumpf-Länge beträgt 212 mm, die Schwanzlänge 175 mm, die Hinterfußlänge 35 mm und die Ohrenlänge 24 mm. Das Rückenfell ist sandbraun gesprenkelt und rötlicher um den Steiß. Das Bauchfell ist blauweiß mit einer scharfen Abgrenzung zwischen der Rücken- und Bauchfärbung. Der lange Schwanz ist grob geringelt. Die Vorderfüße haben nur drei funktionelle Zehen.

## Lebensraum und Lebensweise
Die Königsmühlenratte wurde in 1800 m Höhe in einem Feuchtwald entdeckt. Über ihre Lebensweise ist nichts bekannt.

## Status und Systematik
Die IUCN klassifiziert die Königsmühlenratte in die Kategorie „unzureichende Datenlage“ (data deficient). Sie wurde 1906 von Oldfield Thomas als Arvicanthis rex beschrieben. Thomas merkte an, dass es sich vermutlich um eine große Form der Harrington-Ratten (Desmomys) handelt, eine Gattung, die manchmal als Synonym oder als Untergattung der Furchenzahn-Bachratten (Pelomys) betrachtet wurde. In den folgenden 90 Jahren wurde diese Art in der wissenschaftlichen Literatur als Pelomys rex bezeichnet. 1993 wiesen Guy Musser und Michael D. Carleton darauf hin, dass die Königsmühlenratte zur Gattung Mylomys gehört. Jedoch wurde die Trennung von der in West- und Zentralafrika vorkommenden Dybowskis Mühlenratte (Mylomys dybowskii) angezweifelt und beide Taxa miteinander synonymisiert. 2005 stellten die beiden Autoren den Artstatus wieder her, mit der Begründung, dass die Königsmühlenratte größer als Dybowskis Mühlenratte ist und in tropischen Wäldern vorkommt. Musser und Carleton stellen die Typuslokalität, den Charada Forest in der äthiopischen Provinz Kaffa, in Frage, jedoch trägt das Typenetikett deutlich die Handschrift des Sammlers Peter Zaphiro, der während einer Expedition ins südliche Äthiopien zwischen den Jahren 1904 und 1905 den Holotypus gesammelt hatte. Zwischen den bekannten Verbreitungsgebieten der Königsmühlenratte und der Dybowskis Mühlenratte ist eine große Lücke und bisher sind zu wenig Daten vorhanden, um den taxonomischen Status der Königsmühlenratte korrekt beurteilen zu können.